# 北楼乡
北楼乡是中国河北省邢台市隆尧县下辖的一个乡。

## 行政区划
北楼乡下辖北楼村、南楼东村、南楼前村、南楼后村、白家屯村、牛庄村、重贤村、尧张庄村、景福村、南汪店村、南羊村、河北南汪前村、河北南汪后村、辛贾村、范贾村、东曲底村、西曲底村、小汪村、尚礼村、周张庄村。